# 1997年1月逝世人物列表
1997年逝世人物列表：1月 - 2月 - 3月 - 4月 - 5月 - 6月 - 7月 - 8月 - 9月 - 10月 - 11月 - 12月
1997年1月逝世人物列表，是用於匯總1997年1月期間逝世人物的列表。

## 依日期排序

### 1日
- 巴伐利亞歐根親王，71歲，德國貴族
- 埃納·布勞克西佩，84歲，德國政治家
- 阿斯諾多·德文尼什，64歲，委內瑞拉田徑運動員[1]
- 阿爾·尤格斯特，87歲，美國動畫師、作家和電影導演
- 讓·費勒，77歲，盧森堡足球運動員[2]
- 伊萬·格拉齊亞尼，51歲，意大利結他手兼創作歌手
- 哈古德·哈代，59歲，加拿大作曲家、鋼琴家和電顫琴作曲家[3]
- 穆罕默德·哈菲爾·伊斯梅爾，77歲，埃及外交官兼大使
- 格雷厄姆·克西，25歲，英國板球運動員[4]
- 漢斯-馬丁·馬耶夫斯基，85歲，德國電影配樂作曲家
- 詹姆斯·普里查德，87歲，美國考古學家。[5]
- 瓊·賴斯，66歲，英國電影女演員。
- 佛朗哥·沃爾皮，75歲，義大利演員和配音演員，死於癌症。
- 湯斯·范·讚特，52歲，美國創作歌手，心律失常而死。[6]
- 拉迪斯勞·齊拉希，74歲，羅馬尼亞足球運動員和經理。

### 2日
- 藍迪·加利福尼亞，45歲，美國吉他手、歌手和詞曲作者[7]
- 塞繆爾·卡利斯，82歲，美國黑幫
- 瓊·科羅米來斯，91歲，西班牙語言學家[8]
- 安東尼奧·焦爾達尼·索伊卡，83歲，意大利昆蟲學家和生態學家
- 摩西·維倫斯基，86歲，波蘭裔以色列作曲家[9]

### 3日
- 維爾納·傑紐特，59歲，德國古典鋼琴家和作曲家
- 羅傑·戈布，82歲，美國作曲家[10]
- 米歇爾·海勒，74歲，俄羅斯歷史學家[11]
- 彼得·克尼曼，79歲，斯里兰卡共產主義政治家。
- 喬恩·倫納特·姆約恩，84歲，挪威演員、電影導演及編劇
- 詹弗兰科·潘多尔菲尼，76歲，意大利男子水球運動員[12]
- 瑪麗·托瑞，72歲，美國電視記者[13]
- 奧德·奧延，82歲，挪威醫生，二戰期間抵抗運動成員。[14]

### 4日
- 赫迪·伯克薩，24歲，突尼斯足球運動員
- 阿赫特魯扎曼·埃利亞斯，53歲，孟加拉小說家
- 哈里·赫爾姆斯利，87歲，美國房地產大亨[15]
- 哈里·P·傑佛里，95歲，美國律師和政治家[16]
- 呂西安·雷布菲奇，75歲，法國籃球運動員[17]
- 托莫德·斯卡格斯塔，76歲，挪威詩人、小說家、劇作家和戲劇導演[18]
- 理查德·泰塔諾，75歲，關島政治家

### 5日
- 安德烈·弗朗坎，73歲，比利時漫畫家[19]
- 彼得·扎克吉爾，68歲，美國政治家
- 貝蒂爾親王，84歲，瑞典皇室成員，古斯塔夫六世·阿道夫之子
- 荷馬·霍布斯，73歲，美國欖球運動員及教練[20]
- 伯頓巷，84歲，美國作曲家和作詞家[21]
- 弗蘭斯皮特，91歲，荷蘭漫畫家[22]
- 埃米爾·羅伊，89歲，美國棒球運動員[23]
- V.C.韋恩-愛德華茲，90歲，英國動物學家[24]

### 6日
- 赫伯特·布利茨斯坦，62歲，美國黑幫
- 迪克·多諾萬，69歲，美國棒球運動員[25]
- 卡萊維·萊蒂寧，78歲，芬蘭體操運動員[26]
- 松丸貞一，87歲，日本足球運動員
- 查爾斯·墨菲，88歲，澳大利亞政治家
- 嘉芙蓮·史高西斯，84歲，美國女演員[27]

### 7日
- 托德·古德溫，85歲，美國欖球運動員[28]
- 保羅·沃納霍澤爾，86歲，二戰納粹德國空軍飛行員
- 克里斯托弗·梅休，81歲，英國政治家[29]
- 帕特里夏麥克勞克休，80歲，北愛爾蘭政治家[30]
- 桑德爾·維格，84歲，匈牙利裔法國人，小提琴家及指揮家[31]

### 8日
- 史密利·貝茨，59歲，加拿大鄉村歌手、詞曲作者及音樂家[32]
- 梅尔文·卡尔文，85歲，美國生物化學家[33]
- 保羅·因達科特，94歲，美國籃球運動員
- 詹姆斯·弗雷澤，72歲，蘇格蘭外科醫生[34]
- 哈羅德·富特·戈斯內爾，100歲，美國政治學家和作家[35]
- 喬治·漢迪，76歲，美國爵士樂編曲家、作曲家和鋼琴家[36]
- 菲利斯·哈特諾爾，90歲，英國詩人、作家和編輯。[37]
- 阿爾弗雷德·約翰·馬凱維奇，68歲，美國天主教會主教。

### 9日
- 卡羅爾·博爾希，84歲，捷克斯洛伐克足球教練[38]
- 歐維·達爾伯格，65歲，瑞典冰球裁判
- 安傑洛·德羅索斯，68歲，美國籃球主管
- 艾倫·格里芬·鄧恩，64歲，美國女演員和活動家
- 穆罕默德·朱奈杜，91歲，尼日利亞歷史學家及作家
- 索迪·麥克威廉姆斯，70歲，美式橄欖球運動員.[39]
- 愛德華·奧索布卡-莫拉夫斯基，87歲，波蘭活動家和政治家。[40]
- 傑西懷特，80歲，美國演員和喜劇演員，心臟病發作而死。[41]

### 10日
- 瑪麗·班克羅夫特，93歲，美國小說家及間諜[42]
- 塞繆爾·普雷斯頓·貝亞德，88歲，美國民俗學家和音樂學家[43]
- 埃米特·里希·布萊克，88歲，美國鳥類學家及博物館館長
- 戈登·W·伯羅斯，70歲，美國政治家[44]
- 安德烈·卡隆，52歲，1993-1997年間擔任加拿大下議院議員
- 西摩·哈爾彭，83歲，美國政治家[45]
- 埃爾斯佩斯·赫胥黎，89歲，英國作家、記者、廣播員和政府顧問。[46]
- 瓦倫丁·科普圖格，65歲，蘇聯/俄羅斯化學家。
- 菲爾·馬柴爾登，83歲，加拿大職業棒球大聯盟球員。[47]
- 托迪斯·莫斯塔德，95歲，挪威舞台女演員。
- 馬丁·派克，76歲，英國運動員。[48]
- 托德男爵亚历山大·罗伯图斯·托德，89歲，蘇格蘭生物化學家，諾貝爾獎獲得者，心臟病發作而死。[49]
- 希夫·維爾馬，92歲，印度革命者。
- 李·威勒曼，57歲，美國心理學家。[50]
- 阿爾伯特·沃爾斯泰特，83歲，美國核戰略家。[51]
- 喬治·楊，74歲，蘇格蘭足球運動員。

### 11日
- 阿里爾德·安德森，68歲，德國賽車手
- 巴巴托什·達塔，85歲，印度經濟學家、學者和作家
- 羅莎林德希爾，88歲，英國歷史學家[52]
- 潘琪緹·科茨瓦拉姆，81歲，印度氣象學家、水文學家及大氣物理學家
- 謝爾頓·倫納德，89歲，美國演員、製片人、導演和作家[53]
- 斯圖·馬丁，84歲，美國職棒大聯盟球員[54]
- 傑瑞·諾伊德克，66歲，美國職業棒球大聯盟裁判[55]
- 海伦·福斯特·斯诺，89歲，美國記者。[56]
- 吉爾·薩默斯，86歲，英國音樂廳表演者和喜劇演員[57]
- 伊恩·懷特-湯姆森，92歲，英國聖公會牧師。

### 12日
- 讓-埃登·哈利爾，60歲，法國作家、評論家和編輯[58]
- 讓·霍爾尼，72歲，瑞士裔美國工程師[59]
- 查爾斯·布蘭頓·哈金斯，95歲，加拿大裔美國癌症研究者[60]
- 伊娃·拉瑞莎·克勞斯，22歲，波蘭柔道運動員
- 沃利羅斯，83歲，美國爵士樂和拉格泰姆鋼琴家[61]
- 豪爾赫·蘇亞雷斯，51歲，薩爾瓦多足球運動員

### 13日
- 欧内斯特·拜尔，92歲，美國男子賽艇運動員
- 西雅爾·拜內爾，87歲，瑞典小說家和劇作家
- 伯頓巴爾，79歲，美國商人和政治家[62]
- 約翰內斯·科爾曼，86歲，南非馬拉松運動員[63]
- 馬克斯·卡瑟，90歲，德國學者和法學教授。[64]
- 利奧·馬戈利斯，69歲，加拿大寄生蟲學家，心臟病發作而死。[65]
- 巴布勞吉·派克，84歲，印度實業家。
- 魯斯蘭·斯特拉托諾維奇，66歲，俄羅斯物理學家和工程師。
- 赫爾曼·V·沃爾，91歲，二戰期間的美國戰鬥攝影師。

### 14日
- 約翰·阿姆迪森，62歲，丹麥足球運動員[66]
- 沙爾瓦奇·赫拉澤，84歲，蘇聯輕重量級摔跤手[67]
- 倫納德·多德森，84歲，美國高爾夫球手
- 塞爾索·弗雷拉，46歲，巴西足球運動員
- 胡金銓，64歲，香港電影導演、编剧。
- 沃爾夫岡·利安得·鮑爾，65歲，德國漢學家
- 羅伯特·伊爾賽，73歲，美式橄欖球隊老闆。[68]
- 埃巴·洛登，83歲，挪威公務員和政治家。
- 羅蘭·馬丁，84歲，法國考古學家。[69]
- 多拉德·梅納德，83歲，加拿大將軍。
- 克努德·內勒摩斯，88歲，丹麥雕塑家。

### 15日
- 奧斯卡·奧爾巴赫，92歲，美國醫師及病理學家[70]
- 埃德溫·史密斯，74歲，新西蘭賽艇運動員
- 艾哈邁德·塔法佐利，59歲，伊朗學者及古伊朗語言教授[71]
- 肯尼斯·V·蒂曼，92歲，英裔美國植物學家和微生物學家[72]

### 16日
- 羅馬諾·阿梅里奧，91歲，瑞士意大利神學家[73]
- 厄登·格羅夫，81歲，匈牙利游泳運動員[74]
- 羅伊·亨德森，73歲，蘇格蘭足球運動員
- 馬庫斯·霍夫曼，26歲，德國演員
- 尼爾斯·卡塔雅寧，77歲，飛行員
- 埃里克·卡爾斯特倫，88歲，瑞典足球運動員[75]
- 伊恩·米爾斯，56歲，英國政治家[76]
- 村木忍，73歲，日本製作設計師兼藝術總監
- 貝弗利佩爾，84歲，美國爵士樂雙貝斯手[77]
- 馬丁·雷德蒙，59歲，英國政治家
- 胡安·蘭達蘇里·里基茨，秘魯天主教紅衣主教
- 傑夫·蒂爾，57歲，英國運動員[78]
- 拉賈戈帕·拉通代曼，74歲，印度君主及末任布杜戈代罗阇
- 芭芭拉·伍德爾，86歲，美國女演員
- 威利·耶頓，89歲，英國鐵路歷史學家

### 17日
- 蘇珊娜·哈桑，69歲，加納作家和政治家
- 厄爾·吉拉德，69歲，美國欖球運動員[79]
- 羅伯特·吉羅，75歲，法國記者、詩人[80]
- 比約恩·伊斯法爾特，54歲，瑞典作曲家
- 比爾·卡戴什，84歲，加拿大政治家
- 伯特·凱利，84歲，澳大利亞政治家[81]
- 阿姆哈·塞拉西一世，80歲，埃塞俄比亞流亡皇帝，海尔·塞拉西一世之子
- 克莱德·汤博，90歲，美國天文學家[82]
- 西奧·威爾遜，79歲，美國記者[83]

### 18日
- 老赫伯特·A·艾倫，88歲，美國股票經紀
- 露絲·布林克曼，62歲，美國女演員[84]
- 阿德里亚娜·卡塞洛蒂，80歲，美國女演員和歌手[85]
- 基思·艾爾德，46歲，美國作曲詞家[86]
- 讓·格拉韋勒，69歲，加拿大冰球運動員
- 亨利·赫曼森，75歲，挪威越野滑雪運動員[87]
- 阿迪斯·克萊尼克，67歲，美國女中音歌演員演唱家[88]
- 戴安娜·劉易斯，77歲，美國電影女演員[89]
- 米凡維·派珀，85歲，英國藝術評論家及歌劇編劇[90]
- 吉爾伯托·馬丁內斯·索拉雷斯，90歲，墨西哥演員、電影攝影師、編劇和導演
- 達里奧·蘇羅，79歲，多米尼加共和國藝術評論家、外交官及畫家[91]
- 保羅·松加師，55歲，美國政治家[92]

### 19日
- 羅伯特·查帕特，75歲，法國單車手及體育記者[93]。
- 詹姆斯·迪基，73歲，美國詩人和小說家[94]。
- 理查德·詹寧斯，75歲，英國漫畫家[95]。
- 瓦西里·納利莫夫，86歲，俄羅斯哲學家[96]。
- 查理斯·尼爾森，95歲，美國電影剪輯師。
- 蘇迪爾，75歲，巴基斯坦電影演員、導演和製片人。
- 雪莉·菲莉絲·安蕬甜，67歲，期刊文章「公民參與階梯理論」（Ladder of Citizen Participation）的作者，死於乳癌晚期[97]。

### 20日
- 阿爾賓·布魯諾夫斯基，61歲，斯洛伐克畫家[98]
- 柯蒂·弗拉德，59歲，美國棒球運動員[99]
- 凱勒姆·凱勒，52歲，美國演員[100]
- 約瑟夫·洛弗斯基，71歲，美國物理學家[101]
- 塔瑪拉瑪卡洛娃，89歲，蘇聯女演員
- 阿修斯梅魯，39歲，贊比亞足球運動員及教練
- 康拉德·普舍爾，89歲，德國建築師、城市規劃師及大學講師
- 丹尼斯·梅恩·威爾遜，72歲，英國廣播電視製作人[102]

### 21日
- 約翰·格林-瓊斯，87歲，英國演員[103]
- 漢斯·埃貢·霍爾圖森，83歲，德國納粹分子、作家和學者[104]
- 索倫德拉·納特·科利，80歲，印度海軍上將
- 歐文·萊文，58歲，美國作曲家[105]
- 路易斯·米赫-雷納德，77歲，丹麥電影演員
- 百瀨晉六，77歲，日本飛機、汽車工程師
- 愛德華多·莫雷拉，91歲，阿根廷電影導演
- 湯姆柏克上校，87歲，埃爾維斯·皮禮士利的荷蘭裔經理人[106]
- 喬治·普洛斯羅里，85歲，意大利編劇
- 波利·安·楊，88歲，美國女演員[107]

### 22日
- 伊尼奧·安德拉德，68歲，巴西男子足球運動員
- 皮拉爾巴博薩，98歲，波多黎各教育家、歷史學家及政治活動家
- 喬治·道金斯，79歲，美國棒球運動員[108]
- 羅恩·霍爾登，57歲，美國歌手[109]
- 艾爾文·林恩，79歲，澳大利亞藝術家、作家及義藝術評論家[110]
- 比利·麥肯齊，39歲，蘇格蘭歌手兼作曲詞家[111]
- 科內利奧·雷納，56歲，墨西哥歌手、作曲家及演員
- 威拉德·惠特利，81歲，英屬維爾京群島政治家兼首席部長
- 沃利懷頓，67歲，英國音樂家、詞曲作者和音樂家[112]

### 23日
- 理查德·貝瑞，61歲，美國歌手、詞曲作者和音樂家[113]
- 保羅·埃格利，85歲，瑞士公路單車手[114]
- 蘭迪·格斯納沃特，47歲，美國連環殺手
- 阿洛伊斯·胡德茨，88歲，捷克斯洛伐克男子體操運動員[115]
- 柳德米拉·馬爾琴科，56歲，蘇聯電影女演員
- 哈迪·拉芬，66歲，丹麥電影演員
- 羅傑·泰勒，67歲，英國天文學家[116]
- 滾雷，80歲，美國嬉皮士精神領袖
- 大衛·沃勒，76歲，英國演員[117]
- 比爾·扎克特，81歲，美國演員[118]

### 24日
- 威廉·亞歷山大，81歲，德國畫家及電視節目主持
- 盧迪諾巴雷托，58歲，印度音樂學家和作曲家
- 傑里·賈漢，75歲，美國職業摔跤手
- 傑克·哈洛蘭，81歲，美國作曲家及合唱指揮
- 艾達·科爾邁爾，84歲，美國畫家[119]
- 羅伊·斯普羅森，66歲，英國足球運動員
- 蘇西·弗農，95歲，法國電影演員[120]

### 25日
- 維爾納·阿斯彭斯特羅姆，78歲，瑞典詩人[121]
- 丹·巴里，73歲，美國漫畫家
- 唐纳德·比尔，61歲，美國男子賽艇運動員[122]
- 吉姆·博伊德，66歲，美國拳擊手[123]
- 蔡維屏，中華民國外交官
- 珍妮·狄克逊，93歲，美國占星師[124]
- 曼努埃爾·圖尼翁·德拉臘，81歲，西班牙歷史學家[125]
- 埃克蘇馬，54歲，巴哈馬音樂家、藝術家、劇作家和作家[126]
- 卡爾頓·本傑明·古德萊特，82歲，美國醫生和報紙出版商[127]
- 伊迪絲·撒切爾·洛德，86歲，美國兒童作家[128]
- 尼古拉·科爾耶維奇，60歲，波爾維亞塞族政治家、散文家和學者[129]
- 喬治·W·米切爾，92歲，美國經濟學家[130]
- 薛頓鮑威爾，68歲，美國演奏家[131]
- 伊麗莎白·魯德爾·史密斯，85歲，美國政治家[132]
- 比爾·懷特金，69歲，美國欖球運動員[133]

### 26日
- 蘇菲·巴卡特·阿裡，85歲，印度穆斯林蘇菲派。
- 傑克克萊頓，82歲，美式橄欖球，籃球和棒球教練，死於充血性心力衰竭。[134]
- 藤澤昭平，69歲，日本作家。[135]
- 科尼利厄斯·赫爾曼·穆勒，87歲，美國植物學家和生態學家。[136]
- 蓋伊·雷蒙德，85歲，美國演員。[137]
- 瑪格麗特·黑森和貝·萊茵，83歲，德國公主。[138]
- 劳伦斯·斯托达德，93歲，美國賽艇運動員。[139]
- 唐纳德·E·司托克斯，69歲，美國政治學家[140]
- 米拉·齊明斯卡，95歲，波蘭女演員。[141]

### 27日
- 比爾·甘迺迪，88歲，美國演員和電視節目主持人。
- 塞西爾·亞瑟·路易斯，98歲，英國最後倖存的第一次世界大戰戰鬥機王牌。[142]
- 傑拉爾德·馬克斯，96歲，美國作曲家。[143]
- 路易士·E·馬丁，84歲，美國記者、報紙出版商和民權活動家。[144]
- 齊亞·薩哈迪，83歲，巴基斯坦編劇和電影導演。[145]
- 哈裡什·錢德拉·薩林，82歲，印度公務員、作家和印度國防部長。
- 理查·X·斯萊特裡，71歲，美國演員[146]
- 大衛·湯森德，84歲，英國板球運動員。
- 亞歷山大·扎爾基，88歲，蘇聯電影導演、編劇和劇作家[147]

### 28日
- 安東尼奧·卡拉多，80歲，巴西記者、劇作家和小說家。[148]
- 埃德蒙·德·斯托茨，76歲，瑞士指揮家。
- 安娜·加爾馬里尼，54歲，義大利花樣滑冰運動員。[149]
- 拉亞·加布索娃，87歲，俄裔美國大提琴家。[150]
- 阿爾弗雷德·蓋爾，51歲，英國社會人類學家。[151]
- 米克爾·科利奇，96歲，羅馬天主教會阿爾巴尼亞紅衣主教。[152]
- 黃淳樑，61歲，香港武術家，中風。
- 路易士·鮑威爾斯，76歲，法國記者和作家，心臟病發作。[153]
- 傑弗里·里彭，72歲，英國政治家[154]
- 潘杜朗·瓦蘇迪奧·蘇哈特梅，85歲，印度統計學家[155]

### 29日
- 安塔爾·本達，86歲，匈牙利手球運動員。[156]
- 伊爾瑪·布洛姆，85歲，德國政治家。
- 原田健，77歲，日本政治家。
- 丹尼爾·曼尼克斯，85歲，美國作家、記者、動物訓練師和表演者[157]
- 蒙塔茲·米爾扎，57歲，印度烏爾都語詩人。
- 克利福德·里士滿，82歲，紐西蘭律師和法官。
- 奧斯瓦爾多·索里亞諾，54歲，阿根廷記者和作家[158]
- 湯瑪斯·丹尼爾·楊，77歲，美國學者[159]

### 30日
- 查理斯·哈根斯，103歲，美國畫家。[160]
- 威利斯·哈曼，78歲，美國工程師，未來學家
- 杜安·約瑟夫森，54歲，美國棒球運動員[161]
- 尼古拉斯·馬利特，51歲，英國電視導演。
- 亨利·本廷克，第11代波特蘭伯爵，77歲，英國貴族和活動家。
- 弗蘭克·特赫達，51歲，美國海軍陸戰隊和政治家[162]

### 31日
- 雷蒙德·考克森，100歲，英國藝術家。[163]
- 海蒂·格拉夫，70歲，西班牙-瑞士女高音。
- 伊芙·李斯特，83歲，英國女演員。
- 賽斯·洛弗，87歲，美國發明家。
- 查希爾·帕賈齊蒂，34歲，科索沃阿族遊擊隊指揮官
- 約翰·約瑟夫·斯坎蘭，90歲，美國天主教主教。
- 尤金妮婭·史密斯，98歲，美國羅曼諾夫冒名頂替者。
- 亞歷山大·索洛尼克，36歲，俄羅斯黑幫，被勒死。
- 安傑伊·什切普科夫斯基，73歲，波蘭演員。
- 漢斯·蒂斯達爾，86歲，德裔英國藝術家。[164]